# Liothrips montanus
Liothrips montanus är en insektsart som beskrevs av Ian A. Hood 1913. Liothrips montanus ingår i släktet Liothrips och familjen rörtripsar. Inga underarter finns listade i Catalogue of Life.